# Zosterops flavus
El anteojitos amarillo (Zosterops flavus) es una especie de ave paseriforme de la familia Zosteropidae que vive en el sudeste asiático.

## Distribución y hábitat
Se encuentra en las zonas costeras de Borneo, Java e islas aledañas, distribuido por Indonesia y Malasia. Su hábitat natural son las selvas costeras tropicales, los manglares tropicales, y las zonas de arbustos tropicales. Está amenazado por la pérdida de hábitat.